# Roselawn
Roselawn és una concentració de població designada pel cens dels Estats Units a l'estat d'Indiana. Segons el cens del 2000 tenia 3.933 habitants.

## Demografia
Segons el cens del 2000, Roselawn tenia 3.933 habitants, 1.286 habitatges, i 1.099 famílies. La densitat de població era de 187 habitants/km².
Dels 1.286 habitatges en un 41,4% hi vivien nens de menys de 18 anys, en un 71,7% hi vivien parelles casades, en un 9,2% dones solteres, i en un 14,5% no eren unitats familiars. En l'11,7% dels habitatges hi vivien persones soles el 3% de les quals corresponia a persones de 65 anys o més que vivien soles. El nombre mitjà de persones vivint en cada habitatge era de 2,99 i el nombre mitjà de persones que vivien en cada família era de 3,22.
Per edats la població es repartia de la següent manera: un 29,3% tenia menys de 18 anys, un 7,5% entre 18 i 24, un 29,6% entre 25 i 44, un 24,7% de 45 a 60 i un 8,9% 65 anys o més.
L'edat mediana era de 34 anys. Per cada 100 dones de 18 o més anys hi havia 96,5 homes.
La renda mediana per habitatge era de 48.625 $ i la renda mediana per família de 49.351 $. Els homes tenien una renda mediana de 42.284 $ mentre que les dones 18.208 $. La renda per capita de la població era de 19.136 $. Entorn del 4,3% de les famílies i el 3,9% de la població estaven per davall del llindar de pobresa.

## Poblacions més properes
El següent diagrama mostra les poblacions més properes.